# Liberty Memorial Bridge
Die Liberty Memorial Bridge, auch Missouri River Bridge genannt, überspannte den Missouri zwischen Bismarck und Mandan in North Dakota.
Die Fachwerkbrücke wurde bis 1922 nach den Plänen von C.A.P. Turner erbaut und war ab 1997 bis zu ihrer Sprengung 2008 im National Register of Historic Places aufgelistet.
Als erste Straßenbrücke über den Missouri war sie lange Zeit eine der wichtigsten Verkehrsverbindungen in North-Dakota. Ihre Bedeutung war aber nicht nur für die Infrastruktur der Zwillingsstädte Bismarck und Mandan relevant, sondern auch für den Westen und Osten North Dakotas, deren beide Seiten mit dieser Brücke erstmals ohne Fähre erreichbar waren. Dazu war die Brücke Teilstück des U.S. Highway 10.
Ersetzt wurde die Liberty Memorial Bridge 2008 durch eine Stahlbetonbrücke etwa 50 Meter flussabwärts. Sie liegt etwa 1,2 Kilometer flussabwärts von der Missouri River High Bridge der BNSF Railway, die 1882 als erste Brücke über den Missouri zwischen Bismarck und Mandan entstand.

## Nachweise
1. 1 2 3  Nancy Ross: Liberty Memorial Bridge, Spanning Missouri River at I-94, Bismarck, Burleigh County, ND. Historic American Engineering Record, HAER ND-7, Denver, Colorado 1991, S. 10–12.
2. ↑  Destruction of the Memorial Bridge Bismarck-Mandan, N.D. (Video) youtube, 6. Oktober 2008, abgerufen am 22. Juli 2020.